# Dubusia
Dubusia là một chi chim trong họ Thraupidae.

## Các loài
- Dubusia taeniata
- Dubusia castaneoventris